# Брайън О'Конър
Брайън Даниел О'Конър (на английски: Bryan Daniel O'Connor) е американски тест пилот и астронавт от НАСА, участник в два космически полета.

## Образование
Брайън О'Конър завършва колеж в Туентинайн Палмс, Калифорния през 1964 г. През 1968 г. се дипломира като бакалавър по аерокосмическо инженерство във Военноморската академия на САЩ в Анаполис, Мериленд. През 1970 г. става магистър по аерокосмически системи в университета на Западна Флорида.

## Военна служба
Б. О'Конър постъпва на активна военна служба в USMC през юни 1968 г. Става морски летец през юни 1970 г. Лети на щурмови самолети A-4 Скайхок и the AV-8A Хариър. Завършва школа за тест пилоти през 1975 г. В продължение на три години и половина работи като тест пилот в експериментална програма за повишаване на бойните възможности на изтребителя с вертикално излитане AV-8A Хариър. По време на военната си служба Б. О'Конър има повече от 5000 полетни часа на 40 различни типа самолети.

## Служба в НАСА
Брайън Д. О'Конър е избран за астронавт от НАСА на 29 май 1980 г., Астронавтска група №9. След интензивно едногодишно обучение той е включен в поддържащите на мисиите STS-1 и STS-2. След това е назначен за офицер по сигурността на мисия STS-3. При мисиите STS-4, STS-5 и STS-9 е включен като CAPCOM офицер. Същевременно изпълнява длъжността офицер по сигурността в Астронавтския офис. Взима участие в два космически полета.

### Полети
| Космически полети на Брайън Даниел О'Конър                     | Космически полети на Брайън Даниел О'Конър | Космически полети на Брайън Даниел О'Конър | Космически полети на Брайън Даниел О'Конър | Космически полети на Брайън Даниел О'Конър | Космически полети на Брайън Даниел О'Конър | Космически полети на Брайън Даниел О'Конър |
| №                                                              | Дата                                       | КК                                         | Емблема на мисията                         | Функции                                    | Продължителност                            |                                            |
| -------------------------------------------------------------- | ------------------------------------------ | ------------------------------------------ | ------------------------------------------ | ------------------------------------------ | ------------------------------------------ | ------------------------------------------ |
| 1                                                              | 26 ноември 1985                            | „Атлантис“, мисия STS-61B                  |                                            | Пилот                                      | 6 денонощия 21 часа 04 мин. 49 сек.        |                                            |
| 2                                                              | 5 юни 1991                                 | „Колумбия“, мисия STS-40                   |                                            | Командир                                   | 9 денонощия 02 часа 14 мин. 20 сек.        |                                            |
| Сумарно време в космоса – 15 денонощия 23 часа 18 мин. 02 сек. |                                            |                                            |                                            |                                            |                                            |                                            |

### Административна дейност в НАСА
Брайън О'Конър има забележителна кариера в НАСА. През годините като действащ астронавт и след това е заемал редица висши длъжности в агенцията:
1. Офицер по авиационната сигурност в Астронавтския офис;
2. Мениджър по сигурността на Кейп Канаверъл, Флорида;
3. Представител на НАСА в Комисията „Роджърс“ (разследва трагедията с Чалънджър);
4. Изпълнителен директор на полетните операции.

## Награди
- Медал за отлична служба (2);
- Летателен кръст за заслуги;
- Медал на НАСА за участие в космически полет (2);
- Медал на НАСА за отлична служба;
- Медал на НАСА за изключително лидерство (2);
- Медал на НАСА за изключителни постижения в службата (2);
- Медал на НАСА за изключителни заслуги.

В астронавтската зала на славата от 3 май 2008 г.